# Alejandro Ulloa
Alejandro García Ulloa (Madrid, 22 de octubre de 1910 - Barcelona, 27 de abril de 2004) fue un actor, director y guionista español.

## Trayectoria
Actor de carrera eminentemente teatral, destacando su interpretación de Don Juan Tenorio y la de Max Estrella en Luces de Bohemia. Llegó a contar con compañía propia y desarrolló buena parte de su carrera en la ciudad de Barcelona. Realizó también aisladas incursiones en cine, llegando a dirigir un total de seis películas, entre las que puede destacarse La casa de las sonrisas.
Igualmente tuvo una destacada trayectoria como actor de voz, incluyéndose entre los actores a los que dobló al español, la estrella estadounidense Robert Taylor. Fue director de la "Metro Goldwin Mayer" (MGM) de doblaje en Barcelona.

## Premios
- Medalla de Oro del ayuntamiento de Barcelona.

## Filmografía (como actor)
| Año  | Película                             | Personaje           | Director                                   | Género             | Duración   |
| ---- | ------------------------------------ | ------------------- | ------------------------------------------ | ------------------ | ---------- |
| 1986 | Romanza final (Gayarre)              | Baldini             | José María Forqué                          | Drama              | 2h 6m      |
| 1978 | Préstamela esta noche                | Sr. Perelló         | Tulio Demicheli                            | Musical/Comedia    | 1h 35m     |
| 1978 | Borrasca                             |                     | Miguel Ángel Rivas                         | Thriller           | 1 h. 39 m. |
| 1975 | Clara es el precio                   | Kellerman           | Vicente Aranda                             | Drama              | 1h 41m     |
| 1974 | Chicas de alquiler                   |                     | Ignacio F. Iquino                          | Drama              | 1h 56m     |
| 1974 | El último viaje                      | Coronel             | José Antonio de la Loma                    | Thriller/Policíaco | 1h 43m     |
| 1972 | Abre tu fosa, amigo... llega Sábata  | Miller              | Juan Bosch                                 | Wéstern            | 1h 30m     |
| 1970 | Veinte pasos para la muerte          | Cómplice del asalto | Antonio Mollica, Manuel Esteba, José Ulloa | Wéstern            | 1h 16m     |
| 1966 | Un yanqui en la corte del Rey Arturo |                     |                                            | Drama              |            |
| 1946 | Es peligroso asomarse al exterior    | Luís Valdez         | Arthur Duarte, Alejandro Ulloa             | Drama/Romántica    | 1h 27m     |
| 1942 | Cuarenta y ocho horas                |                     | José María Castellví                       | Bélico             | 1h 42m     |
| 1942 | Se ha perdido un cadáver             | Luis                | José Corral Lladó, José Gaspar             |                    | 1h 50m     |

## Televisión
- Clase media (1987)
- Telegaseta de Catalunya (1984)
- Misteri
  - Els dos adéus de Lucrècia de Lamermoor (1983)
- Doctor Caparrós, metge de poble 
  - Grans esdeveniments (1982)
- Estudio 1 
  - La vida en un bloc (1981)
  - La silla número 13 (1980)
  - El difunto Christopher Bean (1980)
  - Viaje en un trapecio (1975) ... Patapluf
- Dr. Caparrós, medicina general 
  - El día de Nadal (1979) ... Don Rodrigo
  - Un ministre ha demanat hora (1979) ... Don Rodrigo
- La venganza de Don Mendo (1979)
- Novela 
  - La ilustre fregona (1978)
  - El amigo Fritz (1974)
  - La boda de Jeanette (1973)
  - La aritmética del amor (1973)
  - El refugio (1972)
  - Almas gemelas (1972)
  - El estudiante de Salamanca (1972)
  - El amor de Dennis Haggerty (1971)
  - Un yanqui en la corte del rey Arturo (1971)
  - Cuestión de carácter (1965)
- El teatro 
  - Cuatro corazones con freno y marcha atrás (1977)
  - La oficina (1975)
- Original (1975-1977)
- Teatro Club 
  - Historia de la divertida ciudad de Caribdis (1977)
  - El unicornio de las estrellas (1976) .
- Teatro estudio 
  - El burlador de Sevilla (1976)
- La saga de los Rius (1976)
- Crónicas fantásticas  
  - Halloween (1974)
- Ficciones  (1972-1974)
  - Cinco en profundo (1974)
- Noche de teatro  
  - Los huevos de avestruz (1974)
- Sospecha 
  - Diagnóstico (1971)
  - Mientras la víspera espera (1971)
  - La isla de la muerte (1971)
  - Diez años para recordar (1963)
- Los tres mosqueteros
- Hora once 
  - Historia de la Mala Strana (1970)
  - El préstamo (1970)
  - Las sorpresas del teatro (1969)
- Primera fila 
  - Aliento (1964)